# Garrison FM
Garrison FM era uma rede de estações de rádio no Reino Unido servindo bases do exército britânico em todo o país. A estação transmitia uma mistura de música, notícias e bate-papo, com ênfase em levar notícias de questões militares aos soldados e suas famílias, bem como ao público em geral.

## História
A estação foi fundada em 2001 pelo ex-disc jockey da BBC Radio 1 Mark Page, e surgiu após uma iniciativa da Army Communications para estabelecer um serviço de rádio para suas tropas no Reino Unido. Com a missão de fornecer notícias e entretenimento aos militares e seus familiares, a emissora também possibilitou aos militares o contato com seus familiares.
Garrison FM expandiu para servir várias bases militares, incluindo Catterick, Aldershot, Edimburgo e Colchester. Em 26 de janeiro de 2012, a Garrison FM ligou mais dois transmissores em Inverness, tornando a cidade a segunda na Escócia a receber o serviço depois de Edimburgo.
Em 31 de março de 2013, o Ministério da Defesa fundiu o contrato da Garrison Radio com o da estação de forças estrangeiras BFBS . A BFBS então assumiu todas as seis estações Garrison, adicionando-as às quatro que já operava na Irlanda do Norte. A BFBS continua a operar as seis estações como parte de sua rede de bases no Reino Unido.